# 1359 w polityce

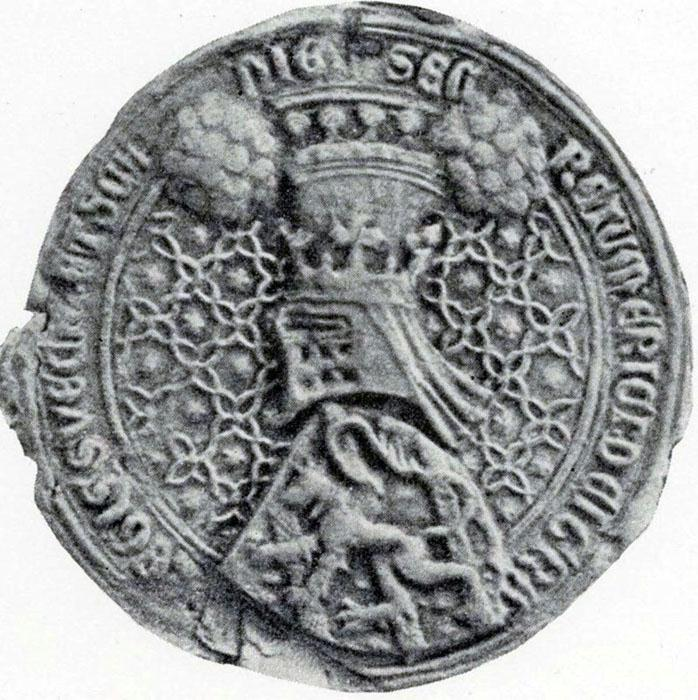
Pieczęć Eryka XII Magnussona

Wydarzenia polityczne w 1359 roku.

## Wydarzenia
- powstało niepodległe państwo mołdawskie z Bogdanem I na czele[1].
- Dymitr Iwanowicz zasiadł na tronie wielkoksiążęcym w Moskwie[2].

## Zmarli
- Eryk XII Magnusson, król Szwecji[3].